# 2. Handball-Bundesliga (Frauen) 2024/25
Die Saison 2024/25 der 2. Handball-Bundesliga der Frauen war die 40. Spielzeit in ihrer Geschichte. 16 Mannschaften nahmen am Spielbetrieb teil.

## Modus
Der Modus war jeder gegen jeden mit einem Heim- und Auswärtsspiel.

## Saison

### Tabelle
| Pl.                                                        | Verein                      | Sp. | S  | U | N  | Tore      | Diff. | Punkte  |
| ---------------------------------------------------------- | --------------------------- | --- | -- | - | -- | --------- | ----- | ------- |
| 1.                                                         | SV Union Halle-Neustadt (A) | 30  | 28 | 1 | 1  | 0974:7780 | +196  | 057:30  |
| 2.                                                         | HC Rödertal                 | 30  | 23 | 2 | 5  | 0946:7750 | +171  | 048:120 |
| 3.                                                         | HC Leipzig                  | 30  | 23 | 1 | 6  | 0898:7700 | +128  | 047:130 |
| 4.                                                         | TG Nürtingen                | 30  | 20 | 0 | 10 | 0944:8350 | +109  | 040:200 |
| 5.                                                         | HSV Solingen-Gräfrath (A)   | 30  | 19 | 1 | 10 | 0864:8080 | +56   | 039:210 |
| 6.                                                         | Füchse Berlin               | 30  | 18 | 3 | 9  | 0785:7390 | +46   | 039:210 |
| 7.                                                         | ESV 1927 Regensburg         | 30  | 16 | 2 | 12 | 0851:8290 | +22   | 034:260 |
| 8.                                                         | 1. FSV Mainz 05             | 30  | 14 | 4 | 12 | 0827:8150 | +12   | 032:280 |
| 9.                                                         | Bergischer HC (N)           | 30  | 13 | 6 | 11 | 0835:8690 | −34   | 032:280 |
| 10.                                                        | VfL Waiblingen              | 30  | 9  | 4 | 17 | 0883:9180 | −35   | 022:380 |
| 11.                                                        | HL Buchholz 08-Rosengarten  | 30  | 10 | 2 | 18 | 0810:8620 | −52   | 022:380 |
| 12.                                                        | TuS Lintfort                | 30  | 7  | 2 | 21 | 0825:9110 | −86   | 016:440 |
| 13.                                                        | SV Werder Bremen            | 30  | 7  | 2 | 21 | 0807:9050 | −98   | 016:440 |
| 14.                                                        | Kurpfalz Bären Ketsch       | 30  | 7  | 1 | 22 | 0766:9140 | −148  | 015:450 |
| 15.                                                        | HSG Bad Wildungen (A)       | 30  | 5  | 4 | 21 | 0775:8800 | −105  | 014:460 |
| 16.                                                        | SG Mainz-Bretzenheim (N)    | 30  | 2  | 3 | 25 | 0669:8510 | −182  | 07:530  |
| Quelle: handball-bundesliga-frauen.de, Stand: 27. Mai 2025 |                             |     |    |   |    |           |       |         |

| Legende |                                               |
| (A)     | Absteiger aus der Bundesliga 2023/24          |
| (N)     | „Neuling“, Aufsteiger aus der 3. Liga 2023/24 |
|         | Aufsteiger in die Bundesliga 2025/26          |
|         | Absteiger in die 3. Liga 2025/26              |

## Statistiken
Paulina Uścinowicz wurde als Spielerin der Saison ausgezeichnet.

### Tore
| Platz | Tore | davon 7 m | Spielerin          | Verein                |
| ----- | ---- | --------- | ------------------ | --------------------- |
| 01.   | 253  | 92        | Paulina Uścinowicz | HSV Solingen-Gräfrath |
| 02.   | 242  | 61        | Svenja Mann        | Kurpfalz Bären Ketsch |
| 03.   | 210  | 90        | Joanna Granicka    | HC Leipzig            |
| 04.   | 186  | 50        | Franziska Peter    | ESV 1927 Regensburg   |
| 05.   | 184  | 92        | Fabienne Büch      | HC Rödertal           |

### Paraden
| Platz | Tore | Spielerin            | Verein              |
| ----- | ---- | -------------------- | ------------------- |
| 01.   | 282  | Larissa Schutrups    | HSG Bad Wildungen   |
| 02.   | 267  | Joelle Arno          | ESV 1927 Regensburg |
| 03.   | 265  | Lena Schmid          | 1. FSV Mainz 05     |
| 04.   | 265  | Nele Kurzke          | HC Leipzig          |
| 05.   | 254  | Natascha Krückemeier | Bergischer HC       |